# Ten Sharp
Ten Sharp são uma banda holandesa mais conhecida pelo hit de 1990 "You", um sucesso na Europa em 1991 e no Reino Unido, onde chegou ao número 10, em 1992. Os dois membros da banda são Marcel Kapteijn (vocalista) e Niels Hermes (teclado).

## História
"When the Snow Falls" foi o primeiro single, lançado em Janeiro de 1985.   Esta música deu à banda um especial atenção na rádio e  televisão. O segundo single  "Japanese Lovesong  "  chegou ao (número 30), em Julho de 1985,  com apresentações ao vivo de, através d uma digressão na Holanda. O próximo single "Last Words" não obteve tanto sucesso. A banda lançou o seu primeiro vídeo para a canção. Após um ano de gravação demos e exibições na Holanda, gravaram o quarto single  "Way Of The West" em Fevereiro de 1987.   Em 17 de Outubro 1987, fez um último espectáculo em Hazerswoude com  uma banda de 5 elementos.

## Discografia

### Albums
- 1991: Under the Water-Line
- 1993: The Fire Inside
- 1995: Shop of Memories
- 1996: Roots Live
- 2000: Everything and More (Best Of)
- 2003: Stay

### Singles
- 1985: "When the Snow Falls"
- 1985: "Japanese Lovesong"
- 1986: "Last Words"
- 1987: "Way of the West"
- 1991: "You"
- 1991: "Ain't My Beating Heart"
- 1991: "When the Spirit Slips Away"
- 1991: "When the Snow Falls"
- 1992: "Rich Man"
- 1993: "Dreamhome (Dream On)"
- 1993: "Lines on Your Face"
- 1994: "Rumours in the City"
- 1994: "After All the Love Has Gone"
- 1995: "Feel My Love"
- 1995: "Shop of Memories"
- 1996: "Whenever I Fall"
- 1996: "Old Town"
- 1996: "Howzat"
- 1997: "Harvest for the World"
- 2000: "Beautiful"
- 2000: "Everything"
- 2003: "One Love"